# Список персонажей мультсериала «Дружба — это чудо»
Это список персонажей из мультсериала «Дружба — это чудо», основанного на серии игрушек My Little Pony, созданной американским производителем игрушек и мультимедийной компанией Hasbro. В мультсериале представлены персонажи и декорации, разработанные Лорен Фауст, которая стремилась создать более глубоких персонажей, чем стереотипные «девчачьи» иконы, использованные в предыдущих итерациях франшизы. Премьера мультсериала состоялась 10 октября 2010 года в США и завершилась 12 октября 2019 года.
Персонажи, как правило, были хорошо приняты телевизионными критиками и родительскими группами, и были названы одной из причин, по которым шоу привлекло внимание старших фанатов мультсериала, которых называли «брони». Персонажи «Дружбы — это чудо» появляются во множестве спин-офф медиа франшиз, включая серию комиксов, видеоигру My Little Pony от Gameloft, серию детских книг, театральную киноадаптацию и серию спин-офф фильмов под названием «Девочки из Эквестрии», в которых несколько персонажей «Дружбы — это чудо» представлены в средней школе как люди.

## Создание и концепция
Изначально Hasbro наняла Фауст для создания pitch bible для шоу, что позволило ей получить дополнительную помощь с концептуализацией. Фауст сказала, что поначалу она «крайне скептически» относилась к этой работе, потому что она всегда считала шоу, основанные на игрушках для девочек, скучными и неактуальными. Она была разочарована тем, что то, что она думала об игрушках в то время, не было похоже на анимационные шоу, в которых персонажи, по её словам, «устраивали бесконечные чаепития, хихикали ни над чем и побеждали злодеев, делясь с ними или плача». Имея возможность поработать над My Little Pony, одной из её любимых детских игрушек, она надеялась доказать, что «мультфильмы для девочек не обязательно должны быть лужей беззаботной, миловидной, весёлой и добродушной». Для этого она включила в шоу множество элементов, которые разрушили стереотипы о девушках, такие как разные личности, недостатки характера и расстройства личности, сообщение о том, что друзья могут быть разными и могут вступать в споры, но при этом оставаться друзьями, и идею о том, что девушки не должны ограничиваться тем, что другие говорят, что они могут или не могут делать. Элементы личностей персонажей и декорации шоу были основаны на её собственном детском воображении приключений пони, отчасти вдохновлённом анимационными шоу, которые её братья смотрели в детстве, такими как «Трансформеры» и Джо-солдат. Фауст по-прежнему стремилась к тому, чтобы персонажи были «актуальными» персонажами, используя стереотипные «иконы девичества», чтобы расширить привлекательность персонажей для молодой женской аудитории.

## Главные персонажи

### The Mane Six
«Дружба — это чудо» фокусируется на шести основных персонажах пони, известных как «Mane Six» (рус. Главная Шестёрка, Основная шестёрка), группе друзей, которых объединяют «Элементы гармонии», набор из шести мистических драгоценностей и «непреодолимая сила добра» используется для защиты Эквестрии от мощных угроз. Седьмой главный персонаж, Спайк, действует как фойл для Mane Six с точки зрения личности.
Каждый персонаж-пони был разработан, чтобы представлять различные элементы и положительные аспекты дружбы—честность (Эпплджек), доброта (Флаттершай), смех (Пинки Пай), щедрость (Рарити), и верность (Радуга Дэш)—которые вместе образуют шестой элемент «магии» (Сумеречная Искорка).

#### Принцесса Сумеречная Искорка
- Разговорный голос: Тара Стронг, певческий голос: Ребекка Шойкет

Сумеречная Искорка, Твайлайт Спаркл (англ. Twilight Sparkle) — главная протагонистка мультсериала. Её знак отличия, шестиконечная звезда, олицетворяет её талант к магии и её любовь к книгам и знаниям, а пять меньших звёзд указывают на то, что её судьба связана с её друзьями. В первых трёх сезонах Искорка изображается как фиолетовый единорог с гривой индиго с розовыми прожилками и как аликорн после эпизода «Загадочное волшебное лекарство». Искорка — самый интеллектуальный член группы, который ведёт их во время их приключений и помогает разрешить разногласия между своими друзьями.
Самая отличительная черта характера Искорки — её смирение. Она прирождённый лидер, умная и послушная учёная, мудрая не по годам, с жадной любовью к обучению и научным открытиям. Её навыки в магии соперничают с навыками Стар Свирла Бородатого, уже освоившего различные продвинутые заклинания до своего вознесения в аликородство. Она также склонна страдать от нервных срывов, когда сталкивается с трудными проблемами или вещами, выходящими за рамки её понимания, хотя постепенно она преодолевает эту привычку в последнем сезоне.
Искорка начинает историю как протеже принцессы Селестии, которая поручает ей изучить магические свойства дружбы и сообщить о своих открытиях. Искорка ненавидит своё назначение в премьере мультсериала, «Магия дружбы» эпизода состоящего из двух частей, из-за своей замкнутости из-за своей одержимости книгами, но приходит к тому, чтобы сформировать крепкие дружеские отношения с остальной частью группы, что, как она понимает, является ключом к использованию Элементов Гармонии. Она проживает со своим помощником Спайком и домашней совой по имени Сова в Понивилльской Библиотеке Золотой Дуб, где она также работает городским библиотекарем. В конце третьего сезона её ученичество у принцессы Селестии заканчивается, когда она заканчивает старое заклинание, создавая новую магию основанную на своих исследований дружбы, превращается в аликорна и становится принцессой. В конце четвёртого сезона она становится Принцессой Дружбы и несёт ответственность за распространение дружбы по Эквестрии со своими друзьями. В восьмом сезоне она руководит своей недавно созданной Школой Дружбы, чтобы научить пони и существ из Эквестрии и за её пределами о преимуществах дружбы со своими друзьями, которые служат учителями. В девятом сезоне она готовится стать новым правителем Эквестрии после выхода принцессы Селестии и принцессы Луны в отставку. В конце шоу она становится новым правителем Эквестрии и основывает Совет дружбы, чтобы поддерживать отношения с друзьями на протяжении многих лет.
Искорка также появляется в качестве главного персонажа в первых двух фильмах спин-офф франшизы «Девочки из Эквестрии», в которых она путешествует в человеческий мир, подружится с человеческими версиями своих друзей и преобразовывает Сансет Шиммер, в конечном итоге став её учителем и советником.

#### Спайк
- Голос: Кэти Уэслак

Спайк (англ. Spike) — фиолетовый маленький дракон с зелёными шипами. Спайк осиротел как яйцо и вылупился Искоркой как часть вступительного экзамена в академию Селестии. Он также вырос в семье Искорки как её приёмный младший брат. Спайк выполняет роль «ассистента номер один» Искорки, которой он назван так за его преданность и умение помогать Искорке решать проблемы и извлекать уроки. Он также влюблён в Рарити, имеет ненасытный аппетит к сверкающим драгоценным камням и способность отправлять письма с помощью своего огненного дыхания дракона. В зпизоде «Линька» он получает пару крыльев после прохождения стадии развития драконов, называемой «линькой». В конце шоу он становится королевским советником Искорки. Спайк действует как фойл для Искорки и её друзей с точки зрения личности, размера и формы, что «даёт множество возможностей для изучения этой разницы в сюжетных линиях».
Фауст представляла персонажа «чувствительным маленьким мальчиком, у которого много сестёр и который, кажется, лучше ладит с девочками». О роли Спайка как дракона-аутсайдера, живущего среди пони, Меган МакКарти говорит: «Он пытается понять, кто он. Что помимо того, что он ассистент Искорки, является его ролью в этом мире? Я думаю, он действительно отражает то, что каждый чувствует в какой-то момент в своей жизни».

#### Эпплджек
- Голос: Эшли Болл

Эпплджек (англ. Applejack) — оранжевая земная пони со светлыми волосами. Её знак отличия, трио яблок, олицетворяет её талант к сельскому хозяйству и её любовь к своей семье. Её характеризуют как «фермерскую девчонку», которая носит ковбойскую шляпу и лассо и говорит с техасским южным акцентом. Она работает яблочным фермером в саду Яблочная Аллея в Понивилле, используя свои силы, чтобы «сбивать» яблоки с деревьев. Она живёт со своей бабушкой Бабулей Смит, старшим братом Биг Макинтошем, младшей сестрой Эппл Блум и её домашним питомцем бордер-колли по имени Вайнона. Родители Эпплджек, Брайт Мак и Пеа Баттер (озвученные Биллом Ньютоном и Фелицией Дэй), впервые увиденные в эпизоде «Идеальная пара», скончались. Эпплджек честная, смелая, прямолинейная и самая «приземлённая» в группе, она надёжный друг, оптимистичная и здравомыслящая. Она также «слишком старается угодить» и имеет упрямый образ, с несколькими эпизодами, сфокусированными на её взаимодействии с братьями Флимом и Флэмом, которые используют её уязвимости, или сосредоточены на том, чтобы она взяла на себя «титаническую задачу».
Автор Мэри Джейн Бегин говорит, что её знак отличия в виде яблока «не только представляет её имя, но и является символом домашней простоты, присущей классическим и распространённым фруктам». На вопрос, были ли у Эпплджек и Радуги Дэш романтические отношения в будущем сеттинге эпизода «Последний урок», руководитель мультсериала Джим Миллер ответил: «Каждый зритель сам решает, что эти двое представляют друг для друга».

#### Радуга Дэш
- Голос: Эшли Болл

Радуга Дэш, Рэйнбоу Дэш (англ. Rainbow Dash) — голубой пегас с гривой и хвостом цвета радуги. Её знак отличия, разноцветная молния с облаком, олицетворяет её талант к скорости и её одержимость приключениями. Её цель в начале мультсериала — присоединиться к своим «героям», элитной пилотажной группе Чудо-молниям. Позже она присоединяется к Чудо-молниям в качестве стажёра в эпизоде «Академия Чудо-молний». Вскоре она стала резервистом в эпизоде «Экзамен на раз, два, три!», а затем — полноценным членом в эпизоде «Новичок Дэш». Она помогает другим пегасам управлять погодой вокруг Понивилля и проводит время, тренируясь в манёврах полёта, таких как «Звуковая радуга», звуковой удар цвета радуги. В эпизоде «История знаков отличия» первая Звуковая радуга Радуги Дэш в качестве кобылки вызвала цепочку событий, которые привели к появлению знаков отличия группы. Она живёт с крылатой домашней черепахой по имени Танк в летающем кондоминиуме облаков под названием Клаудоминиум, который редко можно увидеть в мультсериале, потому что, по словам режиссёра Джима Миллера, она «не сидит на месте очень долго».
Фауст изо всех сил пыталась найти подходящий аспект для «Элемента гармонии» Радуги Дэш, считая персонажа «эгоцентричным и довольно безответственным». В итоге она остановилась на Элементе Верности, потому что он «выявил положительные черты [Радуги Дэш]». На вопрос, были ли у Эпплджек и Радуги Дэш романтические отношения в будущем сеттинге эпизода «Последний урок», руководитель мультсериала Джим Миллер ответил: «Каждый зритель сам решает, что эти двое представляют друг для друга».

#### Пинки Пай
- Разговорный голос: Андреа Либман, певческий голос: Шеннон Чан-Кент[note 2]

Пинки Пай (англ. Pinkie Pie) (полное имя Пинкамина Диана Пай (англ. Pinkamena Diane Pie)) — розовая земная пони с тёмно-розовыми шаровидными гривой и хвостом. Её знак отличия, три воздушных шара, олицетворяет её талант распространять надежду и радость, а также её желание развлекать друзей. Она занимается организацией вечеринок в Сахарном уголке, пекарне и кондитерском магазине, который напоминает пряничный домик, и владеет беззубым домашним аллигатором по имени Зубастик. Комический персонаж, выросшая на «унылой каменной ферме», Пинки определяется как «трудоголик», мотивированная видеть людей, которых она любит, улыбаются и избавлять их от стресса, беспорядочно устраивая вечеринки и ведя себя как можно более диковинно; но неуверенная в себе и боится быть отвергнутой другими. Пинки является источником большей части юмора в мультсериале, и некоторые из «безумных шуток» в шок принадлежат исключительно ей (бегающие шутки включают в себя прорыв четвёртой стены и «внезапное появление в неожиданных местах», а также способность предсказывать будущие события через различные реакции тела, которые она называет «Пинки Чутьё»). Хотя Пинки кажется наивным тусовщиком группы, она также демонстрирует замечательные навыки в науке и технике. В эпизоде «Незваные гости» она разработала техническое решение проблемы заражения Понивилля в сценарии, в котором магия потерпела неудачу, и построила летательный аппарат, чтобы не отставать от Радуги Дэш в эпизоде «Заносчивый грифон».
В ранних эпизодах Фауст работала над тем, чтобы изобразить Пинки как «свободную духом», чтобы решить проблемы, связанные с тем, что персонажа считают слишком «гиперной» и «взбалмошной». По мере того, как творческая команда привыкла к характеру и юмору Пинки, она стала «действительно чрезмерно странной и граничащей с сумасшедшей, со своей безумной мультяшной магией». На протяжении всего шоу, в зависимости от эпизода или сцены, друзья Пинки попеременно то испытывают неприязнь, то наслаждаются её компанией, игнорируя её, когда она пытается с ними поговорить, но делают с ней что-то, например, устраивают шутки или играют в бакбол. В будущем сеттинге эпизода «Последний урок» показано, что Пинки замужем за Чизом Сэндвичем и имеет ребёнка по имени Чиз Пай.

#### Рарити
- Разговорный голос: Табита Сен-Жермен, певческий голос: Кадзуми Эванс[англ.]

Рарити, Рэрити (англ. Rarity) — белый единорог с завитой фиолетовой гривой и хвостом. Её знак отличия, трио бриллиантов, олицетворяет её талант к поиску драгоценных камней и её любовь к искусству и красоте. Она элегантная модница и бизнесвумен, которая говорит со среднеатлантическим акцентом и управляет франшизой флагманских магазинов известных брендов по всей Эквестрии; она работает в салоне высокой моды в Понивилле под названием Бутик Карусель. Несмотря на её высокомерные и мелодраматические наклонности, она обладает щедрым духом и стремится создавать платья, которые отражают внутреннюю красоту их обладательниц. У неё есть домашняя персидская кошка по имени Опалесенс, которую обычно называют Опал, и есть младшая сестра по имени Крошка Белль.
Первоначальная идея Фауст для «Элемента Гармонии» Рарити была «вдохновением», но она была изменена на «щедрость» после того, как производственная группа сочла первую «слишком много философствующей, особенно для детей». Фауст была довольна изменением, сказав, что оно «действительно помогло [Рарити] уйти от стереотипной, неприятной дебютантки». Она цитирует Одри Хепбёрн как её самое большое влияние на Рарити, а также говорит, что истеричное исполнение Табиты Сен-Жермен «добавило Рарити неожиданного и замечательного юмора».

#### Флаттершай
- Голос: Андреа Либман

Флаттершай (англ. Fluttershy) — жёлтый пегас с розовыми волосами. Её знак отличия, трио бабочек, олицетворяет её талант заботиться о животных и её любовь к природе. Верная своему имени, она определяется её «застенчивой сладостью; мягким, шепчущим голосом; и нежной, заботливой натурой», как описывает автор Бегин. Она обладает уникальной близостью к животным, что позволяет ей общаться с ними. Она живёт в уединённом коттедже на лугу в Понивилле, где заботится о лесных существах, таких как её «коварный и своенравный» домашний кролик по имени Энджел. Во многих эпизодах Флаттершай демонстрирует жёсткую личность, которая проявляется всякий раз, когда причиняют вред другу или животному, в отличие от её обычно робкой и кроткой личности. Её самая выдающаяся способность, «Взгляд», заставляет любое существо, встретившее её взгляд, становиться «бессильным и переходящим к кротости», пока он действует.
Фауст больше всего любила писать для Флаттершай персонажей шоу из-за её «родственной» борьбы со страхом, который, по словам Фауст, даёт потенциал «не только для отличного повествования, но и для великолепного кинопроизводства». Когда его спросили, были ли у Флаттершай и Дискорда романтические отношения в будущем сеттинге эпизода «Последний урок», Джим Миллер ответил, что это «открыто для интерпретации».

## Повторяющиеся персонажи

### Королевская семья
Королевская семья — самые высокопоставленные пони в Эквестрийской нации. В романе «Twilight Sparkle and the Crystal Heart Spell» (с англ. — «Сумеречная Искорка и заклинание Кристального сердца») устанавливается, что принцессы-аликорны — это «особая порода пони, способная использовать магические силы единорогов, лётные способности пегасов и силу доброго, истинного сердца земной пони». Фауст утверждает, что Селестия «воплощает в себе черты всех трёх [видов пони]».

#### Принцесса Селестия
- Голос: Николь Оливер[англ.]

Принцесса Селестия (англ. Princess Celestia) — доброжелательная правительница Эквестрии аликорнов и бывшая наставница Искорки. Селестия правит Эквестрией более тысячи лет, и она использует свою магию, чтобы поднять солнце, в то время как её младшая сестра Луна использует свою магию, чтобы поднять луну, чтобы обеспечить цикл дня и ночи. Она, пожалуй, самое любимое существо в мире, будучи стойким сторонником международного мира, доброты и сотрудничества. Очень мало известно о её прошлом до победы Селестии над Дискордом, за исключением того, что она и Луна открыли Элементы Гармонии. С помощью этих артефактов и их носителей принцесса Селестия обеспечила нации относительный мир на протяжении тысячелетий. Её статус аликорна рассматривается как символ гармонии между земными пони, пегасами и единорогами. Она руководила Искоркой с тех пор, как была кобылкой, что в конечном итоге привело к её судьбе принцессы Эквестрии. Селестия по-прежнему остаётся близким другом и союзником Искорки после того, как она стала аликорном и принцессой. В течение девятого сезона Селестия и Луна начинают готовиться к уходу из-под власти Эквестрии и к тому, что их место займёт Искорка. В конце шоу, после того, как Искорка была коронована новым правителем Эквестрии, Селестия и Луна ушли на покой в Сильвер Шоулс.
Первоначальная концепция Фауст для Селестии была скорее королевой, чем принцессой, но она была превращена в принцессу, потому что Hasbro думали, что «девочки считают, что королевы злые […], а принцессы хорошие», и что «воспринимаемая юность принцессы предпочтительнее потребителей».

#### Принцесса Луна
- Разговорный голос: Табита Сен-Жермен, певческий голос: Кадзуми Эванс[англ.] («Королевство Искорки») и Алома Стил («День очага» и далее)

Принцесса Луна (англ. Princess Luna) — младшая сестра принцессы Селестии, которая является соправительницей Эквестрии и использует свою магию, чтобы поднимать луну и защищать сны своих подданных в ночное время. Тысячу лет назад Луна ожесточилась из-за того, что все пони играют днём, а они спят всю ночь и игнорируют её. Горечь Луны превратило её в Лунную пони, Найтмер Мун (англ. Nightmare Moon), и она попыталась создать вечную ночь по всей Эквестрии. Селестия неохотно использовала Элементы Гармонии, чтобы изгнать её на Луну, и взяла на себя ответственность за восход солнца и луны и поддержание гармонии в Эквестрии. Лунная пони впервые появляется в двухсерийной премьере первого сезона «Магия дружбы», когда она убегает с луны и пытается осуществить свой план. Искорка и её друзья используют Элементы Гармонии, чтобы победить Лунную пони и превратить её обратно в Луну, которая примиряется со своей сестрой и возобновляет свои королевские обязанности. В течение девятого сезона Луна и Селестия начинают готовиться к уходу из-под власти Эквестрии и к тому, что их место займёт Искорка. В конце шоу, после того, как Искорка была коронована новым правителем Эквестрии, Луна и Селестия ушли на покой в Сильвер Шоулс.
В нескольких эпизодах показано, как Луне «трудно жить в тени своей старшей сестры», например, она адаптируется к современным Эквестрийским обычаям и восстанавливает свой общественный имидж.

#### Шайнинг Армор, Принцесса Каденс и Флурри Харт
- Голос: Эндрю Френсис[англ.] (Шайнинг Армор); Бритт МакКиллип (Принцесса Каденс); Табита Сен-Жермен (Флурри Харт)[21]

Шайнинг Армор (англ. Shining Armor) — старший брат Искорки и бывший капитан Королевской гвардии Кантерлота, и Принцесса Каденс (англ. Princess Cadance) (полное имя Принцесса Ми Аморе Каденция (англ. Princess Mi Amore Cadenza)) — аликорн-жена Шайнинга Армора, невестка Искорки и няня её детства. У Искорки близкие отношения с Шайнингом Армором, она даже прозвала его своим «Старшим Братом Другом Навсегда» (С.Б.Д.Н) и с Каденс, потому что она была лучшей няней, которую она когда-либо имела. Впервые они появились в финале второго сезона, состоящем из двух частей, «Свадьба в Кантерлоте», когда собирались пожениться. Позже, в третьем сезоне, они стали новыми правителями Кристальной Империи, и на них возложена ответственность нести надежду и любовь по всей Эквестрии. В шестом сезоне Каденс рожает свою маленькую дочь-аликорн, Флурри Харт (англ. Flurry Heart). Принцесса Селестия и принцесса Луна сказали, что «Эквестрия никогда не видела рождение аликорна», и что это «даже за пределами их понимания». Каденс не знает, кем были её настоящие родители, она была найдена в виде жеребёнка двумя пожилыми земными пони, и они растили её до тех пор, пока принцесса Селестия не приняла её в качестве своей неофициальной племянницы после получения её знака отличия.

### Искатели знаков отличия
Искатели знаков отличия — это клуб, в который входят Эппл Блум, младшая сестра Эпплджек и Биг Макинтоша, Крошка Белль, младшая сестра Рарити, и Скуталу, кобылка-пегас, которая страдает от неспособности летать и боготворит Радугу Дэш. После того, как кобылки подружились и сформировали клуб в эпизоде «Отличительные знаки», они отправились в приключения, чтобы пытаться раскрыть свои особые таланты и заработать свои знаки отличия. Позже в эпизоде «В поисках утраченного знака» они, наконец, заработали свои знаки отличия, благодаря своим талантам, помогающим другим пони раскрыть свои таланты. В эпизоде «Награда за старания» они стали наставниками Школы Дружбы.
- Эппл Блум (англ. Apple Bloom) (голос: Мишель Кребер) — дерзкая младшая сестра Эпплджек и Биг Макинтоша, которая формулирует и возглавляет большинство «миссий» Искателей знаков отличия.[24]
- Крошка Белль, Свити Белль (англ. Sweetie Belle) (разговорный голос: Клер Корлетт[англ.], певческий голос для 1-3 сезонов: Мишель Кребер) — добросердечная и невинная младшая сестра Рарити, у которой «цветущий талант к пению», которая стремится стать модельером и получить одобрение Рарити.
- Скуталу (англ. Scootaloo) (голос: Мадлен Питерс) — кобылка-пегас, которая страдает неспособностью летать, и вместо этого использует свои крылья, чтобы приводить в движение свой специально созданный самокат. Она боготворит Радугу Дэш как старшую сестру, а также является президентом фан-клуба «Поклонники Радуги» и часто пытается подражать поведению и спортивным навыкам Радуги Дэш; Радуга Дэш любит и наставляет Скуталу, называя её «самой крутой младшей сестрой на свете».[24] Скуталу живёт со своей тётей Холидей и тётушкой Лофти (голоса: Джеки Блэкмор и Сеффрон Хендерсон[англ.]), в то время как её родители, Снэп Шаттер и Мэйн Олгуд (голоса: Билл Ньютон и Эмили Теннант[англ.]) — путешествующие по миру авантюристы, изучающие экзотические растения и существа для продвижения науки и медицины.

#### Почётные члены
В дополнение к основному трио, есть и другие, которые приняты в Искателей знаков отличия по всему мультсериалу:
- Бэбс Сид (англ. Babs Seed) (голос: Брианна Драммонд) — «Суровая кузина Эппл из Мэйнхэттена»,[24] дебютировавшая в эпизоде «Плохое яблоко». Она была создана как «пустобокий» хулиган Искателей знаков отличия, «поведение которой было результатом неуверенности, с которой Искатели могли относиться и в конечном итоге помочь ей преодолеть». Она присоединяется к Искателям и создаёт собственное отделение клуба в Мэйнхэттене, потому что, по словам МакКарти, «у нас есть три наших искателя в Понивилле, и мы не хотели добавлять постоянного четвёртого».[24] Бэбс зарабатывает свой знак отличия как парикмахер в эпизоде «Блум и тень».
- Габби (англ. Gabby) (голос: Эрин Мэттьюз) — Дружелюбная и энтузиазмная грифониха и социальный изгой из Грифонстоуна, которая присоединяется к Искателям в конце своего дебюта в эпизоде «Виноваты знаки отличия» после неудачных попыток получить свой собственный знак отличия. Она возвращается в эпизоде «Добрый друг дракон», где показано, что она стала подругой по переписке со Спайком.

### Друзья и союзники

#### Дискорд
- Голос: Джон де Ланси

Дискорд (англ. Discord) — драконикус (драконоподобное существо с частями тела разных животных) и дух хаоса и дисгармонии. Тысячу лет назад Дискорд когда-то правил Эквестрией в состоянии беспокойства и несчастья, пока принцесса Селестия и принцесса Луна не использовали Элементы Гармонии, чтобы превратить его в камень. Он впервые появляется в двухсерийной премьере второго сезона «Возвращение гармонии», когда он вырывается из своего каменного заточения и намеревается распространять хаос по всей Эквестрии, пока Искорка и её друзья не использовали элементы, чтобы превратить его обратно в камень. В эпизоде «Перевоспитание в доме Флаттершай» Дискорд снова освобождается из своего каменного заточения Искоркой и её друзьями по приказу Селестии исправить его, что удаётся после того, как Флаттершай подружится с ним. После этого он появляется в последующих эпизодах как неохотный союзник Искорки и её друзей, иногда всё ещё причиняя вред, пытаясь стать для них лучшим другом. Когда его спросили, были ли у Флаттершай и Дискорда романтические отношения в будущем сеттинге эпизода «Последний урок», Джим Миллер ответил, что это «открыто для интерпретации».
Фауст основала персонажа Дискорд на Q, всемогущем трикстере, которого сыграл Джон де Ланси в телесериале «Звёздный путь: Следующее поколение». Съёмочная группа подумала о том, чтобы озвучить персонажа звукового подобия де Ланси, и были удивлены, узнав, что сам де Ланси был доступен. Творческая группа разработала Дискорда как «единственного персонажа, который может нарушить все правила шоу», заставив его поместить более модернизированные или современные отсылки к поп-культуре, чем обычно, в сеттинге «фэнтезийного сборника рассказов» мультсериала. Он не предназначался для повторяющейся роли; согласно МакКарти, «„реформирование“ его позволяет нам рассказывать новые истории с его персонажем. Он становится не всегда надёжным союзником, а не известным врагом». Автор Бегин прокомментировала «хаотическую» обстановку, сопровождающую персонажа, такую как его домашнее измерение под названием Хаосвилль, сравнив их с «вдохновлёнными мечтами картинами Сальвадора Дали».

#### Большой Макинтош
- Голос: Питер Нью[англ.]

Большой Макинтош (англ. Big McIntosh) (обычно его называют Большой Маки (англ. Big Mac)) — старший брат Эпплджек и Эппл Блум. Он не очень много говорит и часто говорит «агась» и «н-неа». Начиная с эпизода «Сложно что-то сказать», он заводит романтические отношения с Шугар Белль, и вскоре они женятся в эпизоде «Большой Маки делает предложение».

#### Бабуля Смит
- Голос: Табита Сен-Жермен

Бабуля Смит (англ. Granny Smith) — бабушка по отцовской линии Эпплджек, Эппл Блум и Большого Макинтоша. Она показана как «мудрый матриарх» с острым умом и «нечёткой» памятью и считается одной из первых поселенцев Понивилля.

#### Старлайт Глиммер
- Голос: Келли Шеридан[англ.]

Старлайт Глиммер (англ. Starlight Glimmer) — единорог с сильным талантом к магии и бывшая злодейка. Впервые она появляется в двухсерийной премьере пятого сезона «Карта знаков отличия», когда она была основателем и лидером деревни, в которой она хочет построить «совершенно равное общество», волшебным образом удаляя знаки отличия других пони, потому что она верит в различия вызвать дисгармонию между друзьями, пока Искорка и её друзья не пришли в её деревню и не разоблачили её уловку. Она возвращается в финале сезона, состоящем из двух частей, «Знак отличия: Перезагрузка», чтобы отомстить Искорке, путешествуя во времени в прошлое и не дать Радуге Дэш исполнить свою первую Звуковую радугу, чтобы помешать Искорке и её друзьям собраться вместе. Искорка и Спайк следуют за ней, но им постоянно не удается остановить её от изменения прошлого, что создает многочисленные альтернативные версии Эквестрии, падающей в руины. Когда они привели её в будущее, чтобы показать ей последствия её действий, Старлайт отказывается принять правду и показывает им свое собственное детство, показывая, что она потеряла связь со своим другом Санбёрстом после того, как он заработал свой знак отличия и ушёл учиться магии в Кантерлоте, которая заставила её поверить, что знаки отличия разрушают дружбу. Однако Искорка убеждает Старлайт изменить свой образ жизни и завести новых друзей, и даже берет её в ученицы. В шестом сезоне Старлайт начинает изучать способы дружбы в качестве ученицы Искорки, пока она не закончит обучение в седьмом сезоне, после победы над королевой Крисалис и принесения гармонии в Королевство оборотней. В восьмом сезоне она становится завучем Школы Дружбы, чтобы помогать ученикам с их проблемами. Позже в эпизоде «Конкурс заместителей» она становится новой директрисой школы, поскольку Искорка уезжает, чтобы править Эквестрией.
По словам Миллера, дизайн Старлайт был выбран параллельно с её ролью «прототипа персонажа Искорки». Её первоначальное имя во время производства было «Аврора Глиммер» (англ. Aurora Glimmer), которое было изменено из-за торговой марки Walt Disney Company на имя «Аврора».

### The Young Six
The «Young Six» (рус. Молодая шестёрка, Юная шестёрка) — шесть юных существ, которые учатся в Школе Дружбы, которой руководит Искорка и её друзья.
- Смолдер (англ. Smolder) (голос: Шеннон Чан-Кент) — Дерзкий и конкурентоспособный дракон. Изначально она сопротивлялась идее дружбы, пока не познакомилась со своими новыми друзьями, и ей втайне не нравились милые вещи, такие как платья, макияж и чаепития. В эпизоде «Грубый снаружи имилый внутри» она оказывается младшей сестрой Гэрбла.
- Оселлус (англ. Ocellus) (голос: Девин Далтон[англ.]) — Застенчивый и прилежный оборотень, способный менять свой облик на других существ, как и другие оборотни.
- Сильвер Стрим (англ. Silverstream) (голос: Лорен Джексон) — Гиперактивная племянница королевы Ново, которая может чередовать формы гиппогрифа и морской пони. Она похожа на свою кузину, принцессу Небесная Звезда, с точки зрения личности, и проявляла интерес к таким мелочам, как лестницы и водопровод.
- Йона (англ. Yona) (голос: Катрина Салисбери) — Приветливый и неповоротливый як. Показано, что Йона возбудима, но у неё есть свои уязвимости, в том числе она всегда обращается к себе от третьего лица. Йона — як и одна из самых сильных членов Young Six, часто использующая свою силу, чтобы помочь. В последнем эпизоде шоу можно увидеть взрослую Йону, который управляет бутиком Карусель вместе с Сэндбаром.
- Галлус (англ. Gallus) (голос: Гэвин Ланджело) — Саркастический грифон. Изначально недружелюбный по отношению к другим, Галлус становится более дружелюбным и сердечным, сохраняя при этом саркастический характер. Выяснилось, что он страдает клаустрофобией и на самом деле является сиротой.
- Сэндбар (англ. Sandbar) (голос: Винсент Тонг[англ.]) — Непринуждённый земной пони. Обычно он выступает в роли «straight man[англ.]», чтобы уравновесить более эксцентричные личности своих друзей.

## Остальные персонажи по регионам
Большинство повторяющихся персонажей, созданных в вымышленной вселенной телешоу, расширены и более заметны в комиксах, представленных сложными сюжетными линиями, состоящими из нескольких выпусков. Комиксы представляют истории, основанные на устоявшейся вымышленной вселенной телешоу; комикс точно следует канону шоу, но шоу технически не следует канону комикса. Хотя комикс, как и шоу, ориентирован на маленьких детей, сценаристы и художники постоянно идут на творческий риск, включая расширение предыстории Сомбры, представление тётушек Скуталу как женатую ЛГБТ-пару и многое другое.

### Персонажи Эквестрии по регионам

#### Персонажи федерального правительства
- Канцлер Нейсей (англ. Chancellor Neighsay) — Единорог, глава Просветительского Совета Эквестрии (ПСЭ) (англ. Equestria Education Association (EEA)), которая строго регулирует деятельность школ и колледжей в Эквестрии. Нейси строг и консервативен, предпочитая действовать в соответствии с рекомендациями ПСЭ. Он также очень предвзято относится к любому, кто не является пони, открыто называя непони «существами» или «дикарями» в пренебрежительной манере. У него фашистское и спесишизмтское мировоззрение, он критически относится к реформистской программе Искорки по расширению высшего образования за пределы Эквестрии и отказал в аккредитации в свете сомнительной квалификации Искорки и её друзей для профессии учителя. В частности, он открыто не одобряет несегрегированное включение Школы Дружбы Искорки не-пони существ, что он считает глупым поступком, угрожающим национальной безопасности Эквестрии. Только после событий двухчастного финала восьмого сезона «Школьные интриги» после того, как его спасла Молодая шестёрка, он начинает менять свое мнение о существах, не относящихся к пони.

#### Персонажи Понивилля
Понивилль является основным местом действия мультсериала и домом для главных персонажей шоу. Уникальные районы города были спроектированы так, чтобы отражать их характеры, в то время как на общий стиль города во многом повлияли дизайн пенсильванских немцев, произведения искусства стимпанка, а также европейский и баварский фольклор. Город также включает элементы дизайна пони, такие как подковы, тюки сена и корыта.
- Мэр Понивилля (англ. Mayor Mare) — земная пони, мэр Понивилля.[39]
- Семья Пирожков (англ. Cake family) — Мистер Кэррот Пирожок (англ. Mr. Carrot Cake) и Миссис Кап Пирожок (англ. Mrs. Cup Cake) — земные пони, являются владельцами Сахарного уголка и работодателями Пинки Пай. Они предоставляют услуги общественного питания в Понивилле, специализируясь на выпечке и сладостях. В эпизоде «Новорождённые пони» миссис Пирожок рожает своих близнецов, сына и дочь, Паунд Пирожок (англ. Pound Cake) и Пампкин Пирожок (англ. Pumpkin Cake), которые родилась пегасом и единорогом соответственно.[39]
- Чирайли (англ. Cheerilee — прибл. Чи́рыли́) — земная пони, учитель в школе Понивилля.[39]
- Снипс и Снэйлс (англ. Snips and Snails) — Два недалёких жеребца-единорога, причиняющие вред Понивиллю. Снипс «известен своим энтузиазмом», в то время как Снэйлс «немного расслаблен».[40]
- Даймонд Тиара и Силвер Спун (англ. Diamond Tiara and Silver Spoon) — Две богатые, снобистские кобылки земные пони, которые дразнят Искателей знаков отличия за то, что у них нет их знаков отличия, называя их «пустышками».[40] В эпизоде «В поисках утраченного знака» показано, что поведение Даймонд Тиары проистекает из её стресса, связанного с оправданием ожиданий своих родителей, Филси Рич (англ. Filthy Rich) и Спойлд Рич (англ. Spoiled Rich). К концу эпизода она и Сильвер Спун заключают мир с Искателями.
- Пипсквик (англ. Pipsqueak) — земной пони, жеребёнок пегой лошади[англ.], родом из Троттингема, места за пределами Понивилля.[40] Он говорит с акцентом кокни в большинстве своих появлений.
- Кренки Дудл и Матильда (англ. Cranky Doodle and Matilda) — Пожилая пара ослов. Когда Кренки впервые приехал в Понивилль, он был «старым сварливым ворчуном», который отвергает дружбу Пинки Пай, пока она не воссоединила его с Матильдой.[41] Вскоре они поженились в эпизоде «Кусочек жизни».
- Большой Бицепс (англ. Bulk Biceps) — Мускулистый жеребец-пегас с маленькими крыльями. Его дизайн был частично основан на стиле анимации Джона Крисфалуси.[42] Впервые он появляется как безымянный персонаж из эпизода «Ураган Флаттершай», где его крики «ДА!» записаны Джейсом Тиссеном.[43] Майкл Добсон[англ.] озвучивает персонажа в полном говорящем объёме, начиная с эпизода «Радужные водопады».
- Трикси (англ. Trixie) — Фокусница-единорог и хвастунишка, которая преувеличивает свои магические способности, называя себя «Великой и Могучей Трикси». Она появляется в шоу и различных спин-оффах,[44] начиная с соперничества с Искоркой в эпизоде «Хвастунишка», но становится более извиняющейся после того, как увидела ошибку своей мстительности в эпизоде «Магическая дуэль».[45] Она периодически появляется, начиная с эпизода «Никаких вторых шансов», когда она дружит со Старлайт. Позже в эпизоде «Конкурс заместителей» она становится новым советником Школы Дружбы.

#### Персонажи Кантерлота
Кантерлот — горная столица Эквестрии, названная в честь замка Камелот из легенд о короле Артуре. Город является домом для высшей элиты страны, в том числе принцессы Селестии и принцессы Луны, которые проживают в местном замке. Кантерлот был спроектирован так, чтобы дать ощущение королевской власти и благородства его жителей.
- Принц Голубая Кровь (англ. Prince Blueblood) — Единорог, дальний племянник принцессы Селестии и объект привязанности Рарити, пока он не оказывается «тщеславным» и «напыщенным дураком».[47][48]
- Хойти Тойти (англ. Hoity Toity) — Земной пони, «гуру моды», решительно критикующий дизайнеров.[49]
- Фото Финиш (англ. Photo Finish) — Земная пони и знаменитый модный фотограф говорящая с австрийским акцентом.[49]
- Сапфир Шорс (англ. Sapphire Shores) — Земная пони, певица, известная как «пони-поп-звезда», основанная на одноимённой игрушке «G3».[49]
- Фэнси Пэнтс (англ. Fancy Pants) — Добродушный светский лев-единорог с высшим положением в элитном кантерлотском обществе, часто появляющийся в приятной дружелюбной свите.[49]
- Сасси Сэдлз (англ. Sassy Saddles) — Единорог, который является менеджером Кантерлотской «Карусели», бутика Рарити в Кантерлоте, который открывается в эпизоде «Бутик в Кантерлоте». Её дизайн был вдохновлён персонажем Эмили Блант Эмили Чарльтон из фильма «Дьявол носит Prada».[50]
- Серенада Трель (англ. Songbird Serenade) — Пегас, поп-звезда и знаменитость, выступающая в роли хедлайнера на Фестивале Дружбы в Кантерлоте в мультфильме «My Little Pony в кино».

#### Персонажи Клаудсдейла
Клаудсдейл — это дом и место рождения нескольких персонажей-пегасов, таких как Радуга Дэш и Флаттершай. Он изображён в виде парящего города облаков, где пегасы производят облака, погоду и радуги Эквестрии внутри специализированной «фабрики погоды». На дизайн города повлияла греческая и римская архитектура, которая, по словам автора Бегин, «восходит к первоначальным Олимпийским играм, […] являясь подходящей ссылкой для Радуги Дэш».
- Чудо-молнии, Вондерболты (англ. The Wonderbolts) — Отряд пегасов, совершающие «чудеса в воздухе» основанные на «Голубых Ангелах».[53] Их капитаном является Спитфайр (англ. Spitfire), «энергичная участница» и «серьёзный инструктор» в учебной академии Чудо-молний,[54][55] и её заместитель Соарин (англ. Soarin). Их костюмы были разработаны Крейгом МакКрекеном.[56] По словам сценаристки Эми Китинг Роджерс, имя основателя Чудомолний, генерала Файрфлай (англ. Firefly), является данью уважения к онлайн-имени пользователя Фауст «fyre-flye», которое, в свою очередь, названо в честь игрушки Firefly «G1».[57]
- Задиры[58] (англ. Boy Bullies) — Трио жеребцов-пегасов, представленных в эпизоде «Звуковая радуга», являются хулиганами в детстве Радуги Дэш. Они состоят из Хупса (англ. Hoops)[59][60] и двух безымянных пони по прозвищу «Дамб-Белл» (англ. Dumb-Bell)[59][60] и беззвучного «Скора» (англ. Score).

#### Персонажи Лас-Пегаса
- Флим и Флэм (англ. Flim and Flam) — Братья-близнецы-единороги и странствующие «продавцы»[англ.], которые умеют «снимать бремя богатства» со своих покровителей и использовать юридические лазейки, чтобы не попасться. Они часто используют песни и танцы, чтобы заставить пони покупать их обычно некачественные продукты или покровительствовать сомнительным схемам «быстрого обогащения[англ.]», пока Эпплджек их не сорвала. Позже они начали управлять курортом в Лас-Пегасе.[61]
Сценарист М.А. Ларсон сказал, что ему «особенно понравилось» писать для Флима и Флэма, сказав, что «их энергия и оптимизм наполняют реальную сценарную работу».[61]

#### Персонажи Мэйнхэттена
- Коко Поммэл (англ. Coco Pommel) — Земная пони, художница по костюмам и модный дизайнер[англ.], работающая на Мэйнхэттене. Она представлена в эпизоде «Рарити покоряет Мэйнхеттен» как помощница Сури Поломэйр (англ. Suri Polomare), главной соперницы Рарити в модном конкурсе, и уходит после наблюдения за бессовестной тактикой Сури для победы. Щедрость Рарити была огромным источником вдохновения для Коко, которая росла, когда ей говорили: «Все сами за себя!». Коко создаёт костюмы для спектаклей в театральном районе Брайдлвей и в настоящее время является главным менеджером филиала модных магазинов Рарити Для Вас в Мэйнхэттене. Её имя — отсылка к модельеру Коко Шанель; позже оно было изменено на «Мисс Поммэл» по «юридическим причинам».[62]

#### Персонажи Кристальной империи
- Санбёрст (англ. Sunburst) — Единорог с обширными познаниями в магии и друг детства Старлайт. После того, как Санберст заработал свой знак отличия и уехал изучать магию в Кантерлот, он потерял связь со Старлайт. После событий эпизода «Кристаллинг» он назначается «кристальным» и советником по магии Флурри Харт и возрождает свою дружбу со Старлайт. Позже в эпизоде «Конкурс заместителей» Старлайт нанимает его заместителем директора Школы Дружбы.
- Король Сомбра (англ. King Sombra) — Бывший тиранический единорог, правитель Кристальной Империи. Тысячу лет назад Сомбра захватил Кристальную Империю, пока принцесса Селестия и принцесса Луна не изгнали его на ледяной север. Перед изгнанием Сомбра наложил проклятие на Кристальную Империю, заставив её раствориться в воздухе. Он впервые появляется в двухсерийной премьере третьего сезона «Кристальная империя», когда он возвращается вместе с городом, но его усилия по возвращению его сорваны, когда волшебное Кристальное сердце, защищающее город, уничтожает его. Сомбра возвращается в двухсерийной премьере девятого сезона, «Начало конца», после того, как Грогар воскресил его, чтобы присоединиться к нему в его заговоре по захвату Эквестрии. Он отказывается объединиться с ним и другими злодеями в пользу завоевания Эквестрии в одиночку. Он уничтожает Дерево и Элементы Гармонии и захватывает Понивиль и Кантерлот, но снова побеждён Искоркой и её друзьями.
Джим Миллер основал своё исполнение Сомбры на вокалах песни Mastodon «Crystal Skull».[63]

#### Персонажи Вечнозелёного леса
- Зекора (англ. Zecora) — Зебра-шаманка и травница, которая всегда говорит рифмами и живёт в Вечнозелёном лесу, «таинственном» лесу на окраине Понивилля.[64] Горожане ошибочно считают её «злой колдуньей», пока Искорка и её друзья не подружились с ней в эпизоде «У страха глаза велики», часто обращаясь к ней за её мудростью и особыми зельями.[65] На её внешний вид и манеры повлияли африканские племенные культуры.[66]

#### Персонажи Лощины Надежды
Лощина Надежды — город в Эквестрии, расположенный на некотором расстоянии от Понивилля, наиболее известный ежегодным празднованием, известным как Радужный фестиваль. Город и его жители появляются в телевизионном спецвыпуске «Радужное путешествие».
- Санни Скайс (англ. Sunny Skies) — Добросердечный, восторженный жеребец-единорог, нынешний мэр. Он глубоко заботится обо всех своих гражданах и старается развивать их таланты, когда это возможно, всегда хваля их, даже если они сами могут не заботиться о своей работе. Его отец и дед были мэрами до него.
- Петуния Петалс (англ. Petunia Petals) — Оптимистичная, трудолюбивая и умная земная пони-кобыла, которая никогда не теряет надежды на пони, о которых она заботится. Петуния занимает в городе несколько разных должностей, включая библиотекаря, трактирщика и историка, и гордится тем, что жители города начитаны.
- Торк Рэнч (англ. Torque Wrench) — Земная пони-кобыла, предоставляющая услуги по ремонту. Она очень умело чинит ряд предметов, как обычных, так и магических, но не очень гордится своей работой, пока Эпплджек не убеждает её сделать это.
- Кефаффл (англ. Kerfuffle) — Кобыла-пегас и модельер, владелец бутика в Лощине Надежды. Она использовала наряды Рарити в качестве отправной точки для своих собственных проектов, но не решается выставить их напоказ, пока Рарити не поощряет её проявить свои таланты. Кефаффл носит деревянный протез, который заменяет нижнюю половину одной задней ноги.
- Мистер и Миссис Хуффингтон (англ. Mr. and Mrs. Hoofington) — Пара единорогов средних лет, переехавшая в Лощину Надежды из Мэйнхэттена. В прошлые годы они поставляли выпечку для Радужного фестиваля, но качество их пирогов ухудшилось из-за потери цвета, из-за чего им было трудно отличить спелые фрукты от незрелых.
- Моуди Рут (англ. Moody Root) — Пожилой ворчливый жеребец земно-пони и сосед Хуффингтонов. Он выращивает пышные абрикосовые деревья, но оставляет все плоды при себе, пока Флаттершай и Пинки Пай не убеждают его поделиться урожаем в обмен на долю пирогов Хуффингтонов.
- Барли и Пикл Баррл (англ. Barley and Pickle Barrel) — Брат и сестра близнецы жеребята-пегасы, которые восхищаются Радугой Дэш и пытаются копировать её движения. Их неопытность в выполнении трюковых полетов сводит на нет их попытки, пока Радуга не даёт им уроки, показывая им основы, а затем переходит к более продвинутым техникам.

#### Фоновые персонажи
В шоу представлен обширный состав из более чем 200 второстепенных персонажей, также обозначенных как «фоновые пони», которые используются для заполнения массовых сцен и служат в качестве визуальных гэгов в эпизодах. Несколько фоновых пони были хорошо приняты брони фан-базой шоу, которые дали им имена и личности. В ответ на интерес фанатов творческая команда мультсериала дала этим персонажам расширённые роли в более поздних эпизодах и медиа, включая роль «главных персонажей» в сотом эпизоде шоу «Кусочек жизни», в котором повседневная жизнь персонажей представлена в центре внимания эпизода.
- Дерпи Хувз/Маффинс/Дитзи Ду[69][70] (англ. Derpy Hooves/Muffins/Ditzy Doo) — Косоглазая пегаска, часто появляющаяся на заднем плане по всей франшизе. Первоначально предмет шутки аниматора в первом эпизоде, персонаж была названа «Дерпи Хувз» и охарактеризована пользователями форума 4chan как доброжелательная недотёпа.[3] С тех пор создатели признали «Дерпи» талисманом фэндома и включили её в пасхальные яйца на протяжении всего шоу.[3][71] Во время первой трансляции эпизода «Пропажа» к ней обращались по имени и давали реплики, как прямой призыв к фандому. После жалоб зрителей, которые считали, что её внешний вид и действия негативно отражают поведение людей с умственными недостатками, сцена была изменена: убрали имя персонажа, изменили её голос и уменьшили перекрещивание глаз.[72] На фоне опасений, что Дерпи будет удалена из мультсериала из-за этих ответов, персонаж был повторно представлен в четвёртом сезоне как «сюрприз» для фанатов после того, как в предыдущих эпизодах она была сокращена до фоновых камео.[73] По словам Миллера, персонаж был переименован в «Маффинс» по «юридическим причинам, которые я не понимаю» до эпизода «Кусочек жизни».[74]
- DJ Pon-3/Винил Скрэтч (англ. DJ Pon-3/Vinyl Scratch) — Диджей-единорожка, которую редко можно увидеть без наушников и солнцезащитных очков, впервые можно увидеть в эпизоде «Рождённая для успеха».[47] Имена «DJ Pon-3» и «Винил Скрэтч» были придуманы фан-сообществом, причём оба названия поочерёдно используются в официальных продуктах, таких как музыкальное видео «Equestria Girls», пародирующее песню Кэти Перри «California Gurls».[75] В производных фанатских работах Джесси Новак[76] озвучивает DJ Pon-3, и фанатское сообщество считает его «официальным голосом» Винил.
- Доктор Хувз/Тайм Тёрнер (англ. Dr. Hooves/Time Turner) — Земной пони, которого фанаты назвали «Doctor Whooves» (рус. досл. Доктор Ктопыто) за его предполагаемое сходство с исполнением Дэвида Теннанта Десятого Доктора в британском телесериале «Доктор Кто».[77] Он появляется в более поздних эпизодах как эксцентричный ученый, и он проявляет сходство со своим тезкой в таких эпизодах, как «Кусочек жизни». Его озвучивают разные актёры, кроме Питера Нью[англ.], который озвучивает его в «Кусочке жизни».
- Лира Хартстрингс и Свити Дропс/Бон Бон (англ. Lyra Heartstrings and Sweetie Drops/Bon Bon) — Единорожка Лира и земная пони Свити Дропс (также называемая Бон Бон в честь пони «G1») появляются вместе как «лучшие друзья» в нескольких сценах. Одна из таких сцен в «Кусочке жизни» показывает секретного агента Свити Дропс, дезавуированного секретного агента, живущего в Понивилле под вымышленным именем «Бон Бон». Через некоторое время после того, как Искорка и её друзья победили медвежука, агент Фурлонг подошёл к Свити Дропс и сообщил ей, что У.М.О.Р.А (англ. S.M.I.L.E.) продолжал работать и снова нуждался в её помощи. Он решил завербовать её лучшую подругу Лиру Хартстрингс, узнав, что она знала об истинной личности Свити Дропс. Два агента были отправлены в Эппллузу, Эпплвуд и Кристальную Империю в поисках лазутчиков-оборотней, а Лира и Свити обнаружили оборотня по имени Далила (англ. Delilah) в Эпплузе. Несмотря на некоторые распри между ветераном и её напарником-новичком, они смогли разоблачить злодеев и призвать Mane Six, чтобы помочь победить их. После этого пара стала постоянной командой, оставшейся в Понивилле. Их озвучивают разные актрисы: Эшли Болл озвучивает Лиру, а Андреа Либман — Свити Дропс/Бон Бон в «Кусочке жизни», а также в мультфильме и короткометражках «Игры дружбы». Будучи популярными среди фанатов как лесбийская пара, они были официально подтверждены как таковые в девятом сезоне, сделав предложение друг другу на фоне одной сцены в эпизоде «Большой Маки делает предложение» и показанные женатыми в эпизоде «Последний урок».
- Менуэтт/Колгейт, Твинклшайн и Лемон Хартс (англ. Minuette/Colgate, Twinkleshine, Lemon Hearts) — Три единорожки, которым уделено внимание в эпизоде «Налаживание отношений» как друзья Искорки до её переезда в Понивилль, в то время как Менуэтт и Твинклшайн появляются вместе с Лирой Хартстрингс в роли подружек невесты принцессы Каденс в эпизоде «Свадьба в Кантерлоте». Среди других актрис их озвучивают Ребекка Хусейн (Менуэтт), Табита Сен-Жермен (Твинклшайн) и Эшли Болл (Лемон Хартс) в «Налаживании отношений».
- Октавия Мелоди (англ. Octavia Melody) — Земная пони, играющая на виолончели, впервые показанная в эпизоде «Самый лучший вечер».[47] Она представлена в сцене в «Кусочке жизни», где она репетирует номер «электро-виолончель-дабстеп» с коллегой-музыканткой DJ Pon-3 для свадьбы Кренки и Матильды; Часть песни Октавии исполнила Тина Гуо[англ.].[78]

### Чейнджлинги
- Королева Кризалис! (англ. Queen Chrysalis
- Торакс (англ. Thorax)

### Персонажи из Тартара
Тартар — нечто среднее между тюрьмой и адом, куда отправляют самых злых преступников в Эквестрии. Им руководит Цербер — кто бы сомневался.
- Лорд Тирек (англ. lord Tirek) — могущественный злобный кентавр, способный похищать магию у других существ, особенно у пони. Его прообразом является Тирак из мультсериала G1. Тысячу лет назад Тирек и его брат Скорпан пришли в Эквестрию, чтобы воровать магию. Но Скорпан не захотел заниматься преступлениями, и даже подружился со Старсвирлом Бородатым. Он умолял Тирека отказаться от своих злых планов, но он отказался. Скорпан предупредил об опасности принцессу Селестию и принцессу Луну. В итоге Скорпан вернулся в свои земли, а Тирек был заключён в Тартар за свои преступления. Впервые он появляется в серии «Королевство Искорки. Часть 1», где он сбегает из Тартара, и сманивает на свою сторону Дискорда. Но Твайлайт и её друзья побеждают Тирека, и возвращают его в Тартар. Позже, в восьмом сезоне, он помогает Коузи Глоу похитить всю магию в Эквестрии. В девятом сезоне он с Коузи Глоу и со мной объединяются под руководством Грогара, чтобы захватить Эквестрию. Но мы предали Грогара, пошли захватывать Эквестрию сами, и были повержены.
- Коузи Глоу (англ. Cozy Glow) — с виду милая розовая пони-пегасочка с голубыми курчавыми волосами. Однако на самом деле она очень хитрая и коварная. Изначально она была ученицей Школы Дружбы, где она заводила полезные связи. Но позже она предала Твайлайт и её друзей, заперев их в Тартаре, и похитила всю магию в Эквестрии, намереваясь стать Императрицей Дружбы. Однако Твайлайт и её друзья выбрались из Тартара, разоблачили её, и отправили её саму в Тартар, где она сидела рядом с Тиреком, который был её сообщником. Позже её вместе с Тиреком и со мной призвал Грогар, чтобы мы вместе захватили Эквестрию. Но мы предали Грогара, и решили сами втроём захватить Эквестрию, но нас, увы, победили. При этом, благодаря колокольчику Грогара, Коузи Глоу на время стала аликорном. 
 Её озвучивала Санни Вестбрук. Её метка — шахматная ладья, намёк на то, как она манипулирует другими, как шахматными фигурами.

### Персонажи из Гриффонстоуна
- Джильда (англ. Gilda) — грифониха, которая в детстве дружила с Рейнбоу Дэш, но потом Рэйнбоу отвернулась от неё, когда она стала наезжать на её друзей. Позже они помирились в серии «Потерянное сокровище Гриффонстоуна».
- Дедушка Граф (англ. Grampa Gruff) — старый ворчливый грифон, дед Джильды.

### Исторические персонажи

#### Столпы Древней Эквестрии
Это — легендарные пони, создавшие вместе с Древом Гармонии Элементы Гармонии. Они сделали это для того, чтобы последующие поколения смогли защитить Эквестрию в час беды. Их Твайлайт умудрилась перенести в настоящее время в серии «Борьба теней», но вместе с ними высвободился и Пони Теней.
- Старсвирл Бородатый (англ. Star Swirl The Bearded) — лидер Столпов, седой бородатый единорог. Талантливый маг, учитель самой Селестии, которая считает его мудрейшим и могущественнейшим из всех пони. Он обладает огромным запасом знаний в разных сферах, знает обо всех артефактах и все известные заклинания. Он также известен как автор многих книг и сборников заклинаний.
- Рокхуф (англ. Rockhoof) — земной пони с характерным скандинавским колоритом. Известен своим невероятным подвигом — он остановил поток лавы во время страшного извержения. Возможно, его прообразом является исландский священник Йон Стейнгримссон, который сделал нечто подобное в 1783 году.
- Мистмэйн (англ. Mistmane) — старая волшебница с японским колоритом. Она была доброй и щедрой. Она пожертвовала свою красоту и молодость, чтобы победить злую уродливую императрицу, которая вытянула жизненные силы из земли, оставив природу погибать.
- Флэш Магнус (англ. Flash Magnus) — пегас, одетый как римский легионер. Он известен тем, что спас свою эскадру от стаи драконов.
- Сомнамбула (англ. Somnambula) — пегасиха с древнеегипетским колоритом. Единственная, кто не испугалась идти против сфинкса, похитившего её принца.
- Маг Медоубрук (англ. Mage Meadowbrook) — травница и целительница, способная лечить множество болезней, и создающая разные вакцины и лекарства.
- Стикс (англ. Stygian) — лоховатого вида пони, которого Столпы Древней Эквестрии ошибочно посчитали предателем. В него вселился злой дух — Пони Теней, от которого его освободила Твайлайт. Позже Столпы поняли, что он не предатель, а злого духа заточили в лимбе.

#### Основатели Эквестрии
- Принцесса Платина (англ. PrincessPlatinum) — дочь Короля Единорогов.
- Канцлер Твердолоб (англ. Chancellor Puddinghead) — руководитель земных пони, не отличающийся особой сообразительностью.
- Мудрая Кловер (англ. Clover the Clever) — ученица Старсвирла Бородатого, ассистентка Принцессы Платины.
- Куки (англ. Smart Cookie) — секретарша Канцлера Твердолоба.
- Полководец Ураган (англ. Commander Hurricane) — предводитель пегасов.
- Древо Гармонии (англ. Tree of Harmony). Да-да, Древо Гармонии, которое защищало Эквестрию тысячи лет, и создало Элементы Гармонии. Оно обладает сознанием, и сохраняет баланс гармонии в Эквестрии. Правда, его потом уничтожил король Сомбра, пытаясь захватить Эквестрию.

#### Другие исторические персонажи
- Грогар (англ. Grogar) — таинственный злой колдун, император древней Эквестрии. Его образ взят из мультсериала G1, но его переработали, и сделали куда более достойным и красивым, чем та страхолюдина из первого поколения. Впервые его упоминает Твайлайт Спаркл в серии «Буря эмоций», читая в больнице больным жеребятам книгу с историей о том, как Гасти Великая победила Грогара. Он создал множество страшных монстров, которые терроризировали жителей Эквестрии. В первой серии девятого сезона Грогар наконец-таки появился во плоти. Он призвал меня, Коузи Глоу, лорда Тирека и короля Сомбру, чтобы мы объединились, и вместе победили Твайлайт и захватили Эквестрию. При этом Сомбру он не просто призвал — он его воскресил из мёртвых! Но Сомбра проявил небывалую неблагодарность, и отправился захватывать Эквестрию в одиночку, и был повержен. Грогар обладал могущественным артефактом — колдовским колокольчиком, с помощью которого можно было украсть магию у любого живого существа и присвоить её себе. Но мы предали Грогара, и вытянули из него всю магию с помощью его колокольчика. И тут выяснилось, что это не Грогар, а замаскировавшийся Дискорд! Этот дурень хотел использовать нас, чтобы Твайлайт нас победила, и тем самым стала более уверенной в себе! А вот где настоящий Грогар, и жив ли он вообще — это большая тайна.
- Гасти Великая (англ. Gusty The Great) — та самая, которая в далёкой древности свергла Грогара, забрала его колокольчик, и изгнала его из Эквестрии. Я упоминаю об этом в серии «Начало конца. Часть 1», а также мы вспоминаем об этом в серии «Друзья-враги». Выглядит как белый единорог с красно-зелёной гривой.

## Заметки
1. ↑  Pitch bible[англ.] — документ-изложение идей относительно нового шоу, его действующих лиц и среды, который предлагается телесетям для рассмотрения и принятия решения о производстве.
2. ↑  Либман обеспечивает певческий голос Пинки Пай для некоторых песен.